# Pleurothallis boliviana
Pleurothallis boliviana är en orkidéart som beskrevs av Heinrich Gustav Reichenbach. Pleurothallis boliviana ingår i släktet Pleurothallis och familjen orkidéer.
Artens utbredningsområde är Bolivia. Inga underarter finns listade i Catalogue of Life.